# Juan Manuel Sosa
Juan Manuel Sosa (San Justo, Argentina, 11 de febrero de 1985) es un exfutbolista argentino. Jugó de mediocampista y su último club fue el Sportivo Italiano de Argentina.

## Trayectoria
Empezó su carrera en Huracán alternando Primera División con Nacional B. En 2007 jugó en Ferro y en 2008 regresó a Primera División jugando para Newell's. A mediados de 2008 pasó a jugar en Almirante Brown, que por entonces militaba en la B Metropolitana. En 2010 regresó a Ferro tras su corto paso por el club ecuatoriano Macará. En 2011 jugó en Mixto de Brasil y luego en Estudiantes de Buenos Aires. A mediados del año 2013, arribó a Defensores de Belgrano.

### Ferro
Se confirma su llegada al verdolaga tras quedarse libre de Huracán. Disputó en total 11 partidos y convirtió un gol.

### Newells
Debuta en primer y juega su único partido en la Lepra como titular el 31 de mayo de 2008 contra el Club Atlético Banfield por la decimoséptima fecha del Clausura.

### Defensores de Belgrano
De cara al Campeonato de Primera B 2017-18 debutó en la primera fecha del campeonato contra Club Atlético Platense. Convierte su primer gol en la fecha 29 contra Club Atlético Almirante Brown. Al finalizar el campeonato consiguen el ascenso a la Primera B Nacional. En la temporada siguiente disputó el Campeonato de Primera B Nacional 2018-19 con el Dragón, aunque estuvo muy relegado y sólo disputó 5 partido, el equipo consiguió mantener la categoría. En la siguiente temporada disputó el Campeonato de Primera B Nacional 2019-20 y tuvo más participación, llegó a disputar 20 partidos en los que convirtió 1 gol antes de la suspensión por COVID. Tras el parate continúa en el dragón para disputar el Campeonato Transición de Primera Nacional 2020 en el que disputa 7 partidos y no convierte goles.

### Sportivo Italiano
Se confirma su llegada al club hasta diciembre del 2022 y debuta en la primera fecha del campeonato al salir como titular con la 5.

## Estadísticas
Actualizado al 24 de octubre de 2022

| Huracán Argentina | 1.ª                 | 2001-02             | 2   | 0  | -  | - | - | - | 2   | 0 |
| Huracán Argentina | 1.ª                 | 2002-03             | 0   | 0  | -  | - | - | - | 0   | 0 |
| Huracán Argentina | 2.ª                 | 2003-04             | 5   | 0  | -  | - | - | - | 5   | 0 |
| Huracán Argentina | 2.ª                 | 2004-05             | 13  | 0  | -  | - | - | - | 13  | 0 |
| Huracán Argentina | 2.ª                 | 2005-06             | 8   | 0  | -  | - | - | - | 8   | 0 |
| Huracán Argentina | 2.ª                 | 2006-07             | 11  | 0  | -  | - | - | - | 11  | 0 |
| Huracán Argentina | Total               | Total               | 39  | 0  | 0  | 0 | 0 | 0 | 39  | 0 |
| Ferro Argentina | 2.ª                 | 2007-08             | 11  | 1  | -  | - | - | - | 11  | 1 |
| Ferro Argentina | Total               | Total               | 11  | 1  | 0  | 0 | 0 | 0 | 11  | 1 |
| Newell's Argentina | 1.ª                 | 2007-08             | 1   | 0  | -  | - | - | - | 1   | 0 |
| Newell's Argentina | Total               | Total               | 1   | 0  | 0  | 0 | 0 | 0 | 1   | 0 |
| Almirante Brown Argentina | 3.ª                 | 2008-09             | 18  | 1  | -  | - | - | - | 18  | 1 |
| Almirante Brown Argentina | Total               | Total               | 18  | 1  | 0  | 0 | 0 | 0 | 18  | 1 |
| Club Deportivo Macará · Ecuador | 1.ª                 | 2009                | 12  | 0  | -  | - | - | - | 12  | 0 |
| Club Deportivo Macará · Ecuador | 1.ª                 | 2010                | 0   | 0  | -  | - | - | - | 0   | 0 |
| Club Deportivo Macará · Ecuador | Total               | Total               | 12  | 0  | 0  | 0 | 0 | 0 | 12  | 0 |
| Ferro Argentina | 2.ª                 | 2010-11             | 9   | 0  | -  | - | - | - | 9   | 0 |
| Ferro Argentina | Total               | Total               | 9   | 0  | 0  | 0 | 0 | 0 | 9   | 0 |
| Mixto Esporte Clube · Brasil | 5.ª                 | 2011                | 0   | 0  | -  | - | - | - | 0   | 0 |
| Mixto Esporte Clube · Brasil | Total               | Total               | 0   | 0  | 0  | 0 | 0 | 0 | 0   | 0 |
| Estudiantes Argentina | 3.ª                 | 2011-12             | 31  | 2  | 1  | 1 | - | - | 31  | 2 |
| Estudiantes Argentina | 3.ª                 | 2012-13             | 33  | 0  | 3  | 0 | - | - | 33  | 0 |
| Estudiantes Argentina | Total               | Total               | 64  | 2  | 4  | 1 | - | - | 68  | 3 |
| Defensores de Belgrano Argentina | 3.ª                 | 2013-14             | 39  | 0  | 0  | 0 | - | - | 39  | 0 |
| Defensores de Belgrano Argentina | 4.ª                 | 2014                | 16  | 1  | 0  | 0 | - | - | 16  | 1 |
| Defensores de Belgrano Argentina | 3.ª                 | 2015                | 40  | 40 | 0  | 0 | - | - | 0   | 0 |
| Defensores de Belgrano Argentina | 3.ª                 | 2016                | 15  | 0  | 1  | 0 | - | - | 16  | 0 |
| Defensores de Belgrano Argentina | 3.ª                 | 2016-17             | 31  | 2  | 2  | 0 | - | - | 33  | 2 |
| Defensores de Belgrano Argentina | 3.ª                 | 2017-18             | 33  | 0  | 0  | 0 | - | - | 33  | 0 |
| Defensores de Belgrano Argentina | 2.ª                 | 2018-19             | 4   | 0  | 0  | 0 | - | - | 4   | 0 |
| Defensores de Belgrano Argentina | 2.ª                 | 2019-20             | 20  | 1  | 0  | 0 | - | - | 20  | 1 |
| Defensores de Belgrano Argentina | 2.ª                 | 2020                | 5   | 0  | 2  | 0 | - | - | 7   | 0 |
| Defensores de Belgrano Argentina | 2.ª                 | 2021                | 31  | 0  | 0  | 0 | - | - | 31  | 0 |
| Defensores de Belgrano Argentina | Total               | Total               | 234 | 4  | 6  | 0 | - | - | 240 | 4 |
| Sportivo Italiano Argentina | 4.ª                 | 2022                | 30  | 0  | -  | - | - | - | 30  | 0 |
| Sportivo Italiano Argentina | Total               | Total               | 30  | 0  | -  | - | - | - | 30  | 0 |
| Total en su carrera | Total en su carrera | Total en su carrera | 414 | 8  | 10 | 1 | - | - | 424 | 9 |
| (1) La copa nacional se refiere a la Copa Argentina y Supercopa Argentina . (2) La copa internacional se refiere a la Copa Sudamericana, Recopa Sudamericana, Copa Libertadores y Copa Suruga Bank. |                     |                     |     |    |    |   |   |   |     |   |